# Sossoriket
Sossoriket eller Sosso var ett kungarike i Västafrika som uppstod efter Ghanarikets fall i slutet av 1000-talet. Riket omfattade bland annat Ghanarikets huvudstad Koumbi Saleh. Sossoriket fanns under 1100- och 1200-talen.
Från år 1140 började Sosso expandera och erövrade fler och fler områden som tidigare hade varit en del av Ghanariket. Tidvis bedrev landets härskare en aggressiv krigföring mot närliggande stammar, från vilka de kidnappade kvinnor. Ledarna lär också ha tvingat på undersåtarna omfattande skatter.

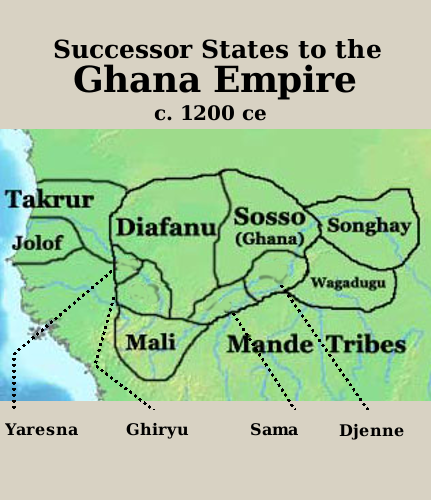
Sosso var ett av de riken som uppstod ur det tidigare Ghanariket

Sumanguru Kante, som styrde landet på 1230-talet, har beskrivits som en repressiv ledare och enligt myten skulle han även ha ägt magiska krafter. Under hans styre kom dock Sosso i konflikt med landet Kangaba, som låg strax söder om Sossoriket. En prins i Kangaba, Sundiata Keita, ledde en allians av mindre länder som tillsammans förde krig mot Sosso och besegrade Sumanguru Kante. Krigets avgörande skedde i och med slaget vid Kirina 1235. Sumangurus nederlag innebar slutet för Sossoriket, som senare kom att ingå i det av Sundiata Keita grundade Maliriket.